# Something Wicked This Way Comes (album d'Iced Earth)
Pour les articles homonymes, voir Something Wicked This Way Comes.
Something Wicked This Way Comes est le cinquième album de Iced Earth. Il est sorti le 7 juillet 1998.

## Liste des titres
1. Burning Times
2. Melancholy (Holy Martyr)
3. Disciples Of The Lie
4. Watching Over Me
5. Stand Alone
6. Consequences
7. My Own Savior
8. Reaping Stone
9. 1776
10. Blessed Are You
11. Prophecy
12. Birth Of The Wicked
13. The Coming Curse